# Coloneura dice
Coloneura dice är en stekelart som först beskrevs av Nixon 1943.  Coloneura dice ingår i släktet Coloneura och familjen bracksteklar. Arten är reproducerande i Sverige. Inga underarter finns listade i Catalogue of Life.